# Percophidae
Famille
Les Percophidae sont une famille des poissons téléostéens de l'ordre des Perciformes. Ces espèces sont présentes dans les eaux tropicales et subtropicales de l'océan Atlantique, dans l'océan Indien et dans le sud de l'océan Pacifique.

## Liste des genres
Selon World Register of Marine Species (17 mars 2024) :
- Percophis Quoy & Gaimard, 1825

Genres anciennement rattachés à cette famille, selon le World Register of Marine Species (au 1 novembre 2019) :
- genre Acanthaphritis Günther, 1880
- genre Bembrops Steindachner, 1876
- genre Chrionema Gilbert, 1905
- genre Dactylopsaron Parin, 1990
- genre Enigmapercis Whitley, 1936
- genre Hemerocoetes Valenciennes, 1837
- genre Matsubaraea Taki, 1953
- genre Osopsaron Jordan & Starks, 1904
- genre Percophis Quoy & Gaimard, 1825
- genre Pteropsaron Jordan & Snyder, 1902
- genre Squamicreedia Rendahl, 1921

## Systématique
Le nom valide complet (avec auteur) de ce taxon est Percophidae Swainson, 1839.
Percophidae a pour synonyme :
- Percophinae Swainson, 1839